# Vojinovići, Plužine
Vojinovići este un sat din comuna Plužine, Muntenegru. Conform datelor de la recensământul din 2003, localitatea are 97 de locuitori (la recensământul din 1991 erau 141 de locuitori).

## Demografie
În satul Vojinovići locuiesc 80 de persoane adulte, iar vârsta medie a populației este de 43,7 de ani (43,0 la bărbați și 44,5 la femei). În localitate sunt 28 de gospodării, iar numărul mediu de membri în gospodărie este de 3,46.
Populația localității este foarte eterogenă.
|  |

| Demografie | Demografie | Demografie |
| An         | Locuitori  | Locuitori  |
| ---------- | ---------- | ---------- |
|            |            |            |
|            |            |            |
|            |            |            |
|            |            |            |
| 1948       | 201        |            |
| 1953       | 217        |            |
| 1961       | 277        |            |
| 1971       | 227        |            |
| 1981       | 165        |            |
| 1991       | 141        | 141        |
| 2003       | 98         | 97         |

| \| Componența etnică conform recensământului din 2003[2] \| Componența etnică conform recensământului din 2003[2] \| Componența etnică conform recensământului din 2003[2] \| Componența etnică conform recensământului din 2003[2] \| Componența etnică conform recensământului din 2003[2] \| \| ----------------------------------------------------- \| ----------------------------------------------------- \| ----------------------------------------------------- \| ----------------------------------------------------- \| ----------------------------------------------------- \| \| \| \| \| \| \| \| Sârbi \| Sârbi \| \| 49 \| 50,51% \| \| Muntenegreni \| Muntenegreni \| \| 48 \| 49,48% \| \| necunoscută \| necunoscută \| \| 0 \| 0% \| |              |  |    |        |
| Componența etnică conform recensământului din 2003 |              |  |    |        |
| |              |  |    |        |
| Sârbi | Sârbi        |  | 49 | 50,51% |
| Muntenegreni | Muntenegreni |  | 48 | 49,48% |
| necunoscută | necunoscută  |  | 0  | 0%     |